# Jeannette Götte
Jeannette Götte, född den 13 mars 1979 i Hagen i Tyskland, är en tysk fotbollsspelare. Vid fotbollsturneringen under OS 2000 i Sydney deltog hon i det tyska lag som tog brons.